# Shymkent
Shymkent (em cazaque:  Шымкент, شىمكەنت, conhecida até 1993 como Chimkent; em usbeque:  Чимкент, چىمكېنت; em russo:  Чимкент), é uma cidade na República do Cazaquistão; uma das três cidades que têm o status igual ao de uma região (a cidade de significado republicano). É a terceira cidade mais populosa do Cazaquistão, atrás de Almati e Astana, com uma população estimada de 1.002.291 habitantes, em 1 de junho de 2018. De acordo com autoridades regionais e municipais, o milionésimo residente de Shymkent nasceu em 17 de maio de 2018. Shymkent é um importante entroncamento ferroviário na Ferrovia Turquestão-Sibéria. A cidade também é um centro cultural notável, com um aeroporto internacional. Shymkent está situada 690 quilômetros a oeste de Almati e 120 quilômetros ao norte de Tasquente, Uzbequistão.